# Zuzana Schindlerová
Zuzana Schindlerová (* 25. dubna 1987 Frýdek-Místek) je česká atletka, jejíž specializací je sportovní chůze.
Na atletických závodech ve švýcarském Luganu 9. března 2008 splnila časem 1:33:15 A-limit na 20 km trati a kvalifikovala se na letní olympijské hry v Pekingu . Olympijský závod dokončila na 27. místě v čase 1:32:57. Na vítězku Olgu Kaniskinovou z Ruska ztratila 6 minut a 26 sekund. V roce 2009 vybojovala v litevském Kaunasu stříbrnou medaili na mistrovství Evropy do 22 let . Na světovém šampionátu v Berlíně 2009 skončila na devatenáctém místě.
Je dvojnásobnou mistryní ČR v chůzi na 20 km. První titul získala v roce 2008 v Poděbradech .